# Dan Dumitru Zamfirescu
Dan Dumitru Zamfirescu (geboren op 25 november 1953 in Craiova)  is een Roemeens politicus  van de Partidul România Mare.

## Leven
Zamfirescu studeerde economie aan de Economische Academie Boekarest ronde dit in 1977 af en aansluitend werkte van 1977 tot  1980 als Econoom aan Centraal Instituut voor economisch onderzoek in Boekarest. Van 1981 tot 1989 was hij officier bij het roemeense ministerie van binnenlandse zaken. Daarna werkte hij van 1990 tot 2002 als officier bij de Roemeense inlichtingendienst SRI. Van 2004 tot 2008 was hij lid van de  Roemeens parlement. Op 9 Januari 2013 volgende hij George Becali op in het Europees Parlement.